# McIntosh (Florida)
McIntosh è una città degli Stati Uniti d'America, situata in Florida, nella Contea di Marion.